# Intersekcionalita
Intersekcionalita (neboli intersekcionální teorie) se zabývá mnohonásobnou diskriminací, studiem systému společenských identit, které se paralelně překrývají. Zároveň také zkoumá korespondující systémy diskriminace, útlaku a dominance (například gender, etnicitu, třídu, vzdělání a další).
Tento pojem poprvé použila v roce 1989 americká odbornice na kritickou teorii rasy a obhájkyně občanských a lidských práv Kimberlé Williams Crenshaw.

## Historie
Pojem intersekcionalita má své kořeny v 60. a 70. letech 20. století, konkrétně v době druhé vlny feminismu. Druhá vlna feminismu se po té první orientovala na pojmenování problémů v každodenním životě ženy, v oblastech sexuality, rodiny nebo pracovního života. V tomto období lidé poprvé začínají vnímat problematiku diskriminace v různých odvětvích a právě kvůli tomu vzniká pojem intersekcionalita, která definuje tyto aspekty diskriminace najednou.
Kimberlé Crenshaw, zakladatelka termínu intersekcionalita, popisuje, že oddělená studia rasismu a sexismu nejsou dostatečná ve zkoumání zkušeností lidí setkávajících se s průnikem různých diskriminací.

### Combahee River Collective
Organizace Combahee River Collective byla založená černošskými lesbickými ženami v roce 1974 v Bostonu; toto uskupení bylo aktivní až do jeho rozpadu v roce 1980. Její členky zastávaly názor, že bělošský feminismus se neztotožňoval s jejich názory a nenaplňoval jejich ideje a očekávání. Do povědomí lidí se tato organizace dostala kvůli dokumentu Combahee River Collectiv Statement, kde můžeme poprvé najít zmínku o intersekcionalitě. Dokument se zabýval problémem útisku žen na základě jejich barvy pleti, ale také jejich sexuální orientace.

## Intersekcionalita a feminismus
Intersekcionalita úzce souvisí s feministickou a antirasovou teorií. Dotýká se především žen a to velmi významně. Intersekcionální teorie se zabývá tvrzením, že lidé mohou být diskriminováni na základě několika sociálních a kulturních faktorů najednou. Nerovnosti se objevují v kontextu tří hlavních kategorií: rasa či etnicita, třída a také gender. Další faktory mohou být například věk, vzdělání, rodinný stav, náboženské vyznání, sexuální orientace, zdravotní způsobilost nebo fáze životního cyklu a další. Jedná se tedy o mnohonásobnou diskriminaci.
K termínu intersekcionalita také odkazuje i americká socioložka Patricia Hill Collins, která definuje tento pojem jako „konkrétní vzájemně se protínající formy útisku vzhledem k rase, sexuální orientaci a národnosti.“ Dále zmiňuje typické rysy intersekcionality – černošský feminismus, multirasový feminismus a feminismus třetího světa.

## Intersekcionalita a diskriminace
Podle teorie intersekcionality zažívá ve společnosti každý člověk diskriminaci v rámci všech možných kategorií. Nejčastějšími kombinacemi utlačování, jinak označované jako dvojnásobný útlak, je pohlaví plus rasa a věk plus pohlaví. Pokud je někdo utiskován pouze na základě jednoho z výše uvedených faktorů, nejedná se o intersekcionalitu.

## Příklady intersekcionality ve společnosti
Typickým příkladem takovéto diskriminace je černošská žena. Tato žena může být utlačována na základě své rasy a pohlaví zároveň. Toto je jeden z nejtypičtějších příkladů intersekcionality.
Dalším majoritním příkladem jsou ženy ve věku nad 50 let hledající zaměstnání. Žena jako taková může být v naší společnosti znevýhodňována kvůli tradičním rodinným povinnostem, jako je starost o děti či rodiče a také péče o domácnost, nebo tím, že ženy mívají za stejnou práci nižší plat než muži (tzv. gender pay gap). V porovnání s mladšími uchazečkami jsou starší ženy diskriminovány kvůli svému pokročilejšímu věku, často mají nižší vzdělání, nebo jim také chybí znalost současných technických vymožeností a také se mohou potýkat s jazykovou bariérou. Toto by se také dalo označit za vícenásobnou diskriminaci – diskriminace na základě věku, pohlaví a vzdělání.